# Аральская
Аральская — река на западе острова Сахалин. Протекает по территории Углегорского муниципального района Сахалинской области России. Впадает в реку Углегорка справа в 59 км от устья.
Длина реки — 43 км. Площадь водосборного бассейна 405 км². Берёт начало с горы Угорь Камышового хребта. Общее направление течения с юго-востока на северо-запад. В устье находится село Краснополье.

## Данные водного реестра
По данным государственного водного реестра России относится к Амурскому бассейновому округу.
Код объекта в государственном водном реестре — 20050000212118300007967.